# 연신내역
연신내역(Yeonsinnae station, 연신내驛)은 서울특별시 은평구 불광동, 갈현동, 대조동에 걸쳐 있는 수도권 전철 3호선과 서울 지하철 6호선, GTX-A 노선의 환승역이다. 2024년 12월 28일 GTX-A 개통되어 홍대입구역, 초지역, 수서역, 종로3가역, 고속터미널역, 상봉역, 디지털미디어시티역에 이어 동일하게 6호선 개통 24년만에 3개 노선 환승역이 되었다. 역 이름은 불광천을 가리키는 옛 지명 가운데 하나인 연신내에서 유래되었다. 수도권 전철 3호선은 구파발천 하저터널로 구파발역과 연결된다.

## 역사
- 1983년 9월 13일: 연신내역(延新內驛)으로 역명 결정[2]
- 1985년 7월 12일: 서울 지하철 3호선 구파발 ~ 독립문 구간 개통과 함께 영업 개시
- 2000년 12월 15일: 서울 지하철 6호선 개통과 함께 환승역이 됨
- 2001년 5월 1일: 한자 역명(延新內) 삭제[3]
- 2024년 12월 28일: 수도권 광역급행철도 A노선 개통과 동시에 3개노선의 환승역이 됨
- 2021년 7월 ~ 2024년 12월: 수도권 광역급행철도 A노선 공사로 6번, 7번 출구 폐쇄
- 2024년 12월 28일: 수도권 광역급행철도 A노선 서울역 ~ 운정중앙 구간 개통[4]

## 역 구조
3호선 승강장은 1면 2선의 섬식 승강장, 6호선 승강장은 1면 1선의 단선 승강장이다. 두 노선 역 모두 스크린도어가 설치되어 있다. 출구는 7개가 있다.

### 3호선 승강장
| 구파발 ↑ |
| 하 상 \| |
| ↓ 불광   |

| 상행 | ● 수도권 전철 3호선 | 구파발 · 지축 · 백석 · 정발산 · 대화 방면 |
| 하행 | ● 수도권 전철 3호선 | 불광 · 충무로 · 약수 · 수서 · 오금 방면   |

### 6호선 승강장
6호선은 곡선승강장으로 특정지역으로 분류되며, 승강장과 열차사이의 단차가 매우 넓으므로 각별히 주의해야한다.
| 독바위 |
|        |
| 구산 ↓ |

| 순환 | ● 서울 지하철 6호선 | 응암 · 월드컵경기장 · 고려대 · 신내 방면 |

### 수도권 광역급행철도 A노선 승강장
| 대곡 ↑ |
| \| 하  |
| ↓ 서울 |

| 상 | ● 수도권 광역급행철도 A노선 | 킨텍스 · 운정중앙 방면 |
| 하 | ● 수도권 광역급행철도 A노선 | 서울 방면              |

### 환승
환승은 3호선 → 6호선 또는 6호선 → 3호선(독바위역에서 출발하는 승객만) 환승 때 연신내역을 이용하는 것이 적합하다.

## 역 주변
| 나가는 곳 | 방면 |
| --------- | --- |
| 1         | 연천중학교, 세명컴퓨터고등학교                                                                          |
| 2         | 연신중학교, 연신초등학교, 연서시장, 연광초등학교, 방송통신대학 서부별관                                 |
| 3         | 연천초등학교, 연천중학교, 불광중학교, 서울은평경찰서, 은평구립도서관, 불광2동행정복지센터, 연신내우체국 |
| 4         | 동명여자고등학교, 동명여자정보산업고등학교                                                              |
| 5         | 대조초등학교, 대조동행정복지센터, 신한은행 연신내지점                                                   |

## 사진

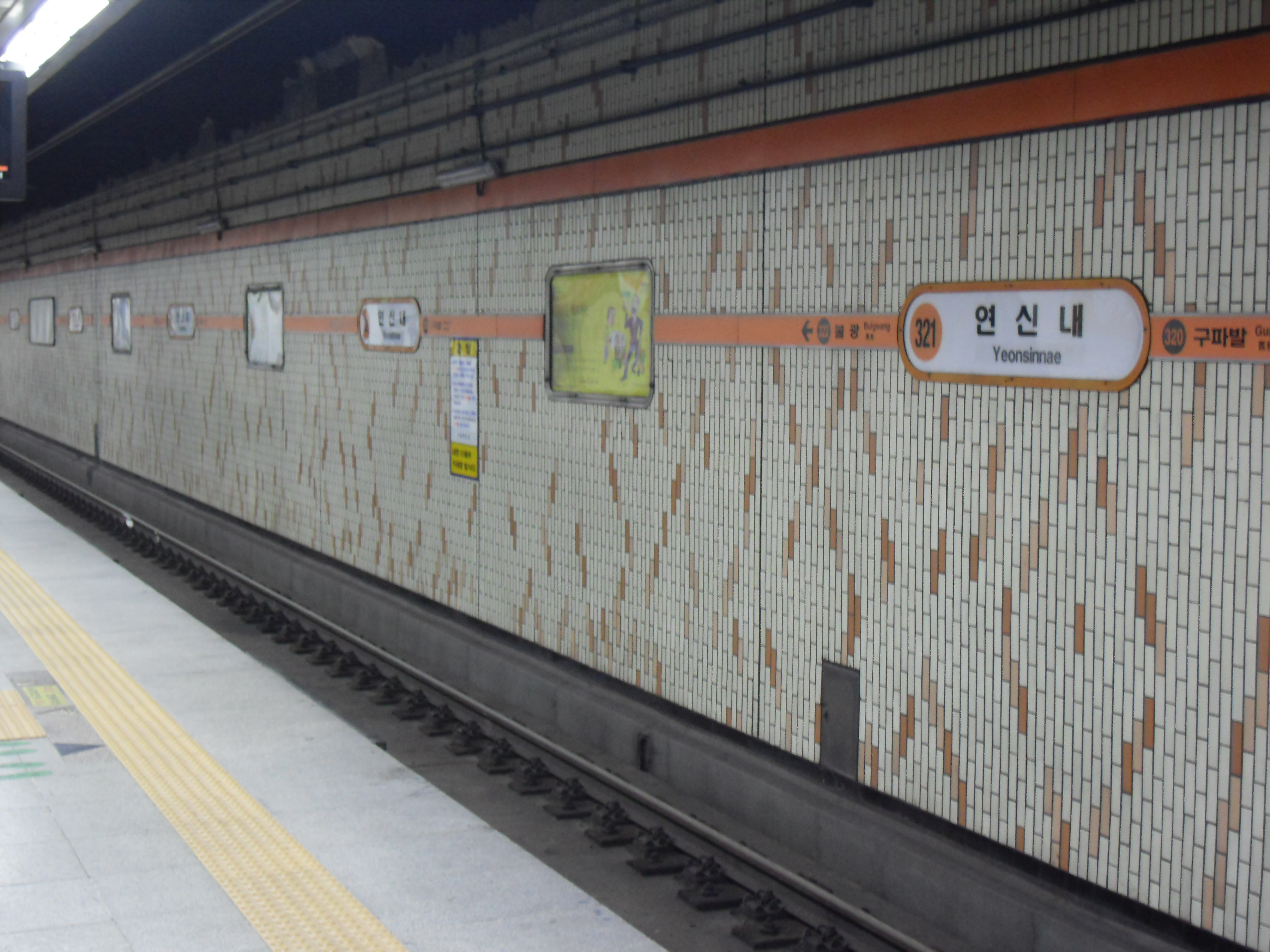
3호선 승강장 (스크린도어 설치 전)
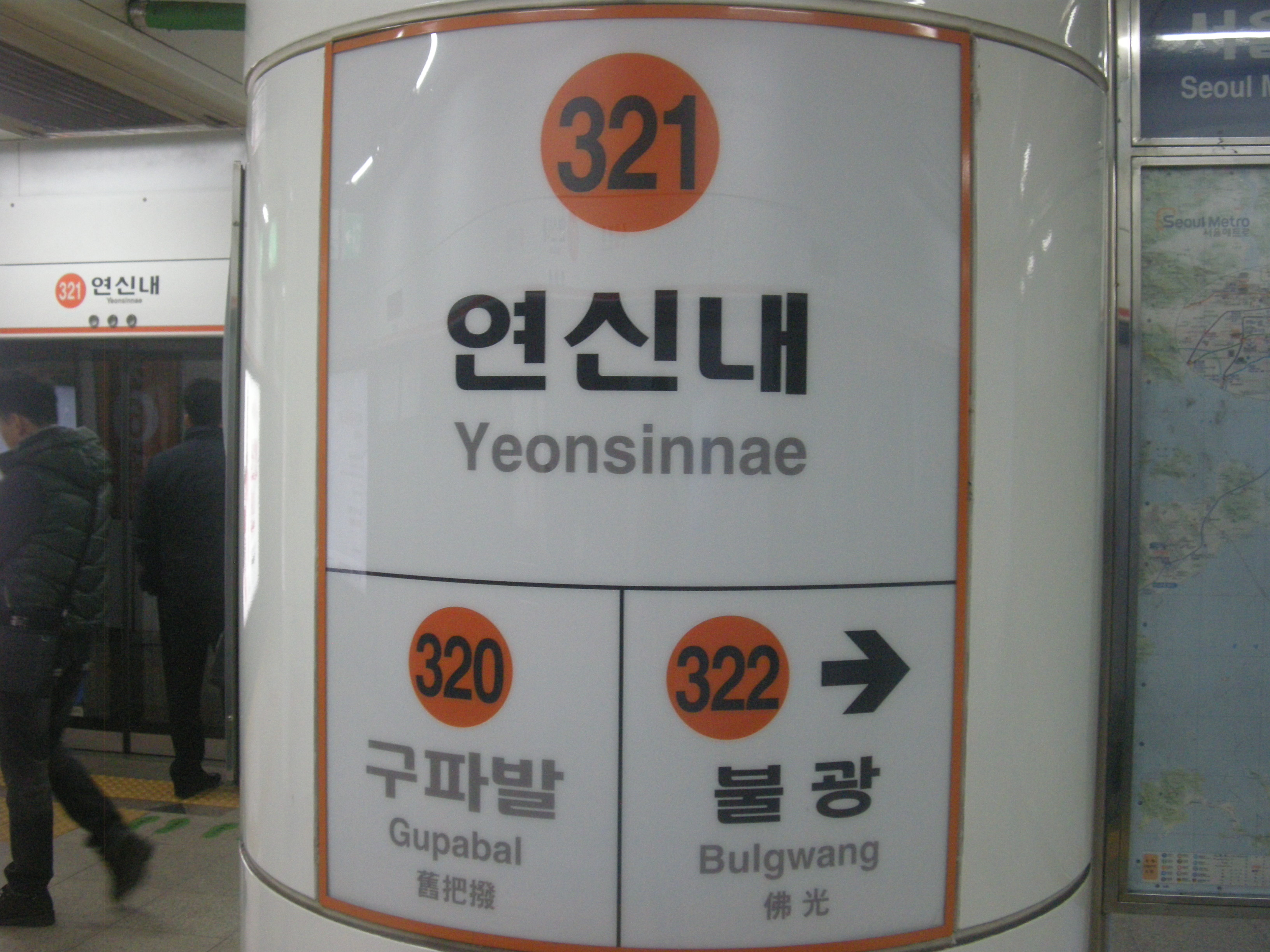
3호선 역명판교체전
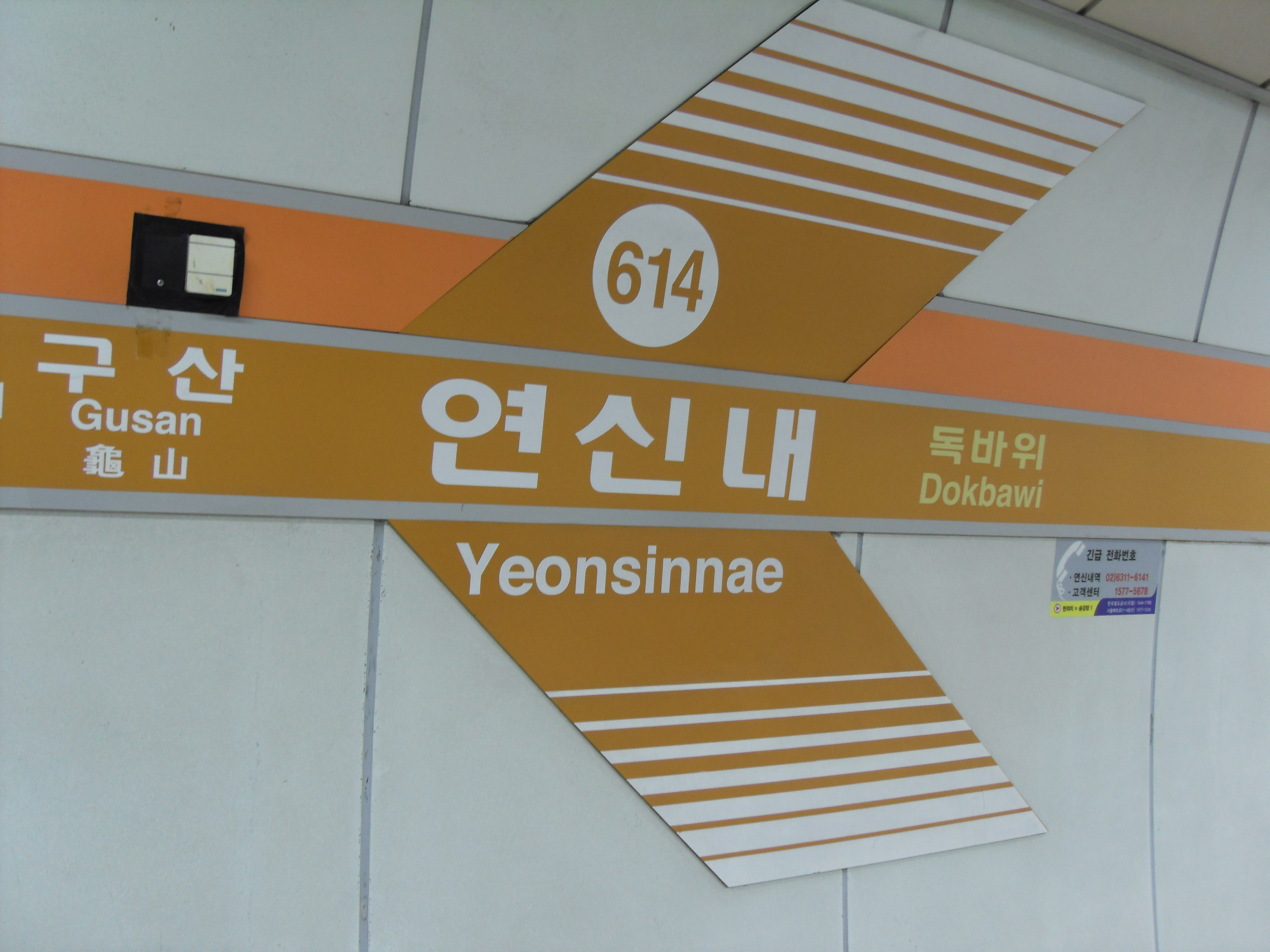
6호선 역명판개정전
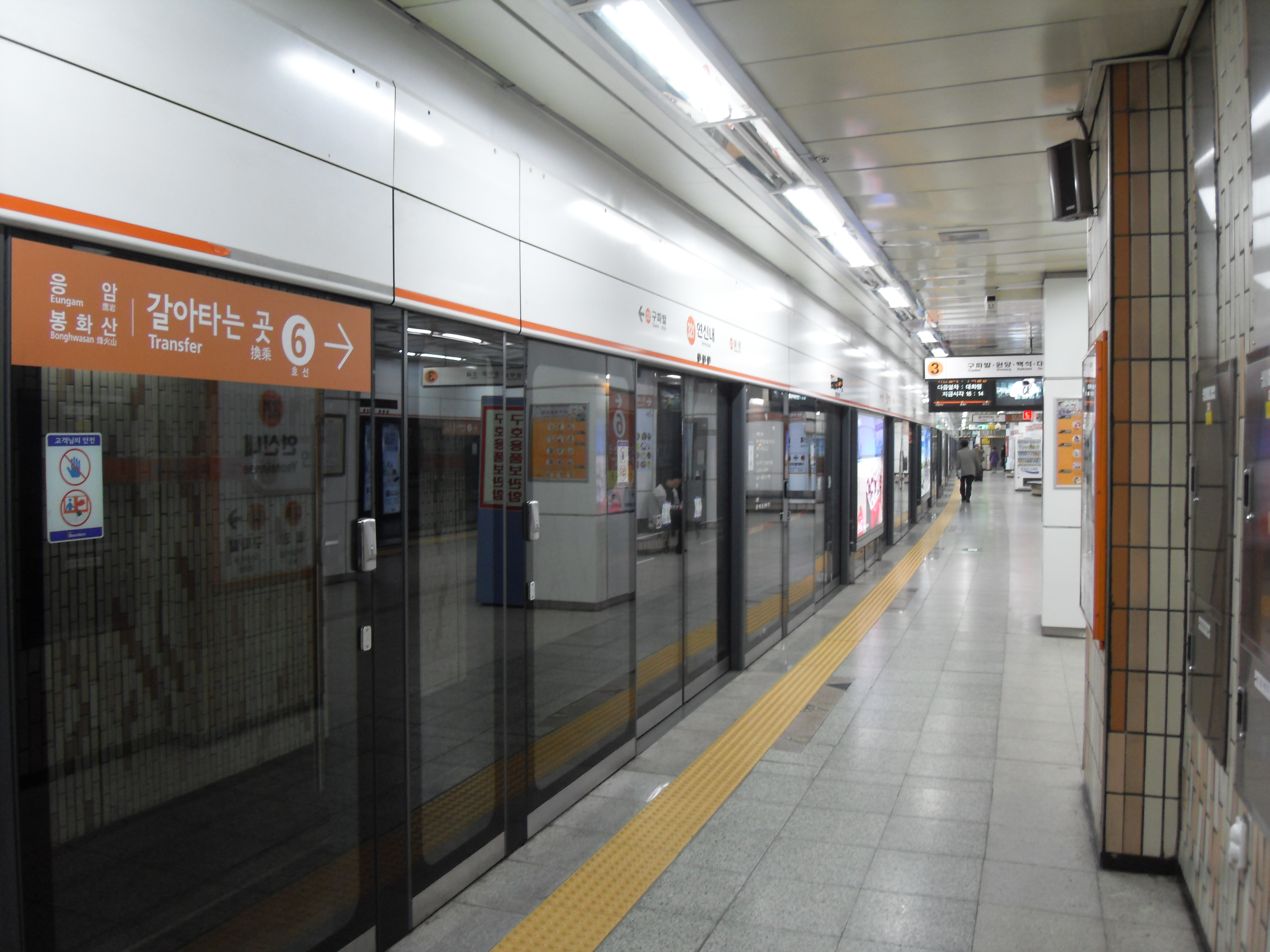
3호선 승강장
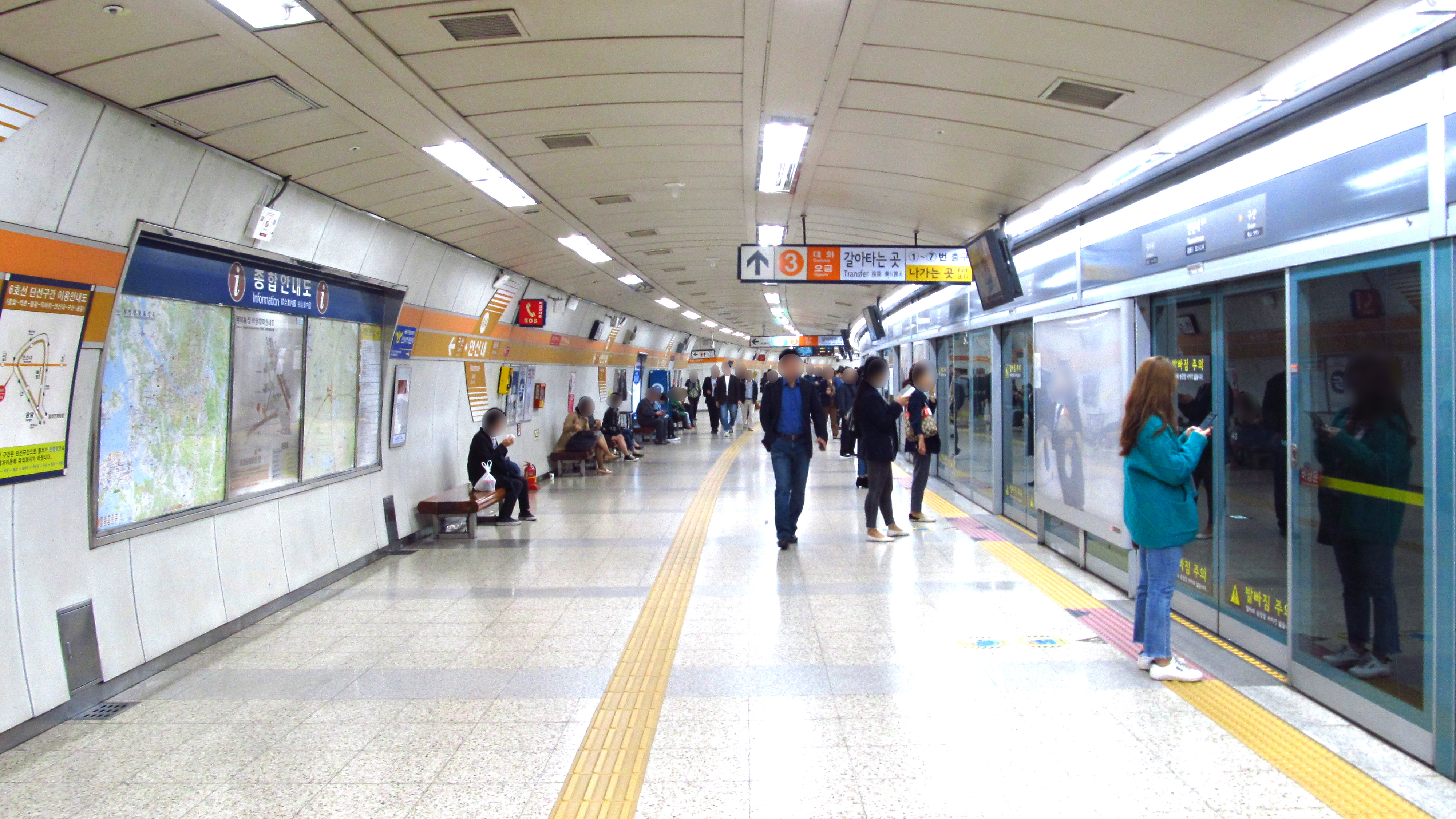
6호선 승강장
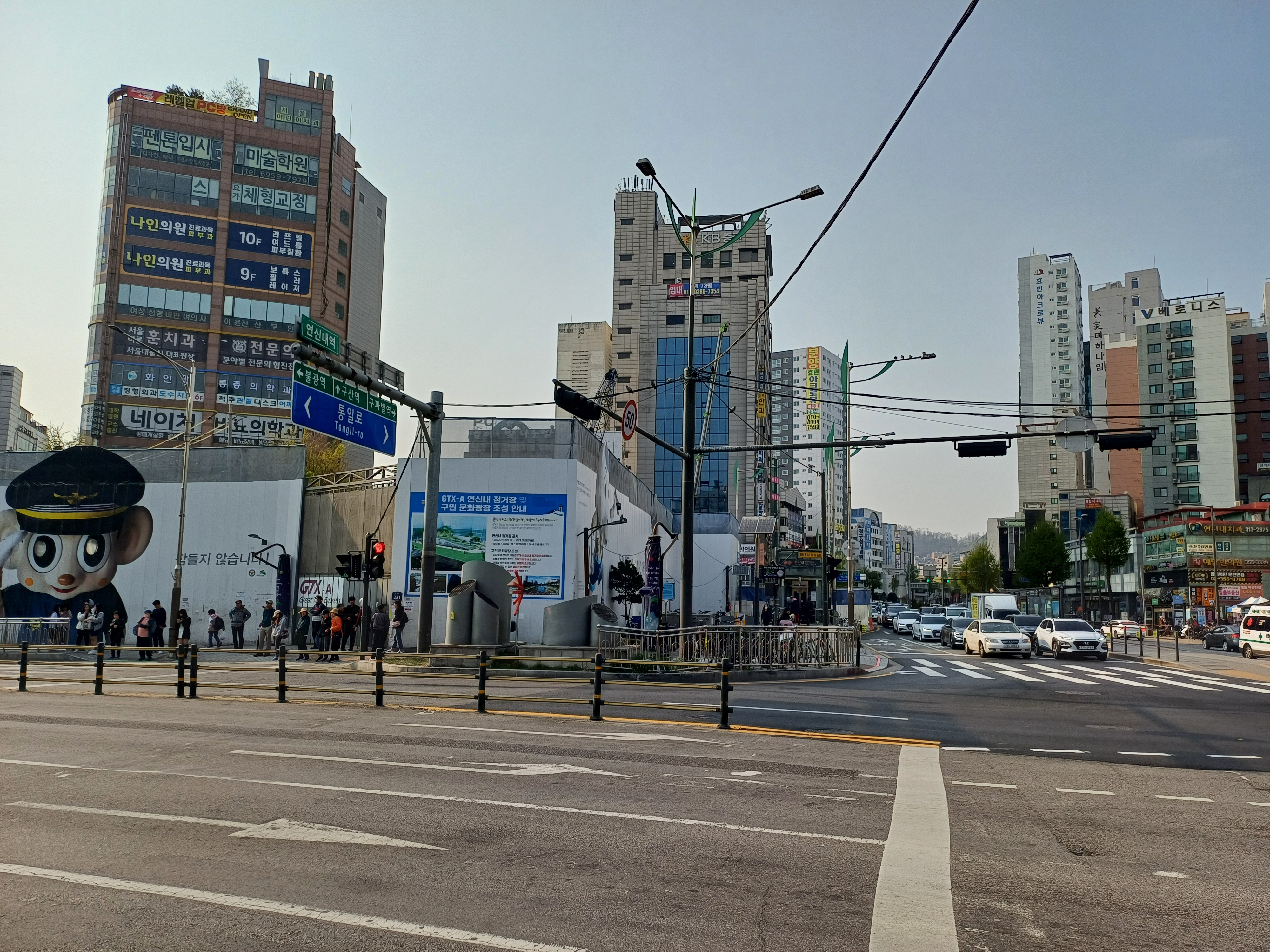
수도권 광역급행철도 A노선  (통일로, 연서로)
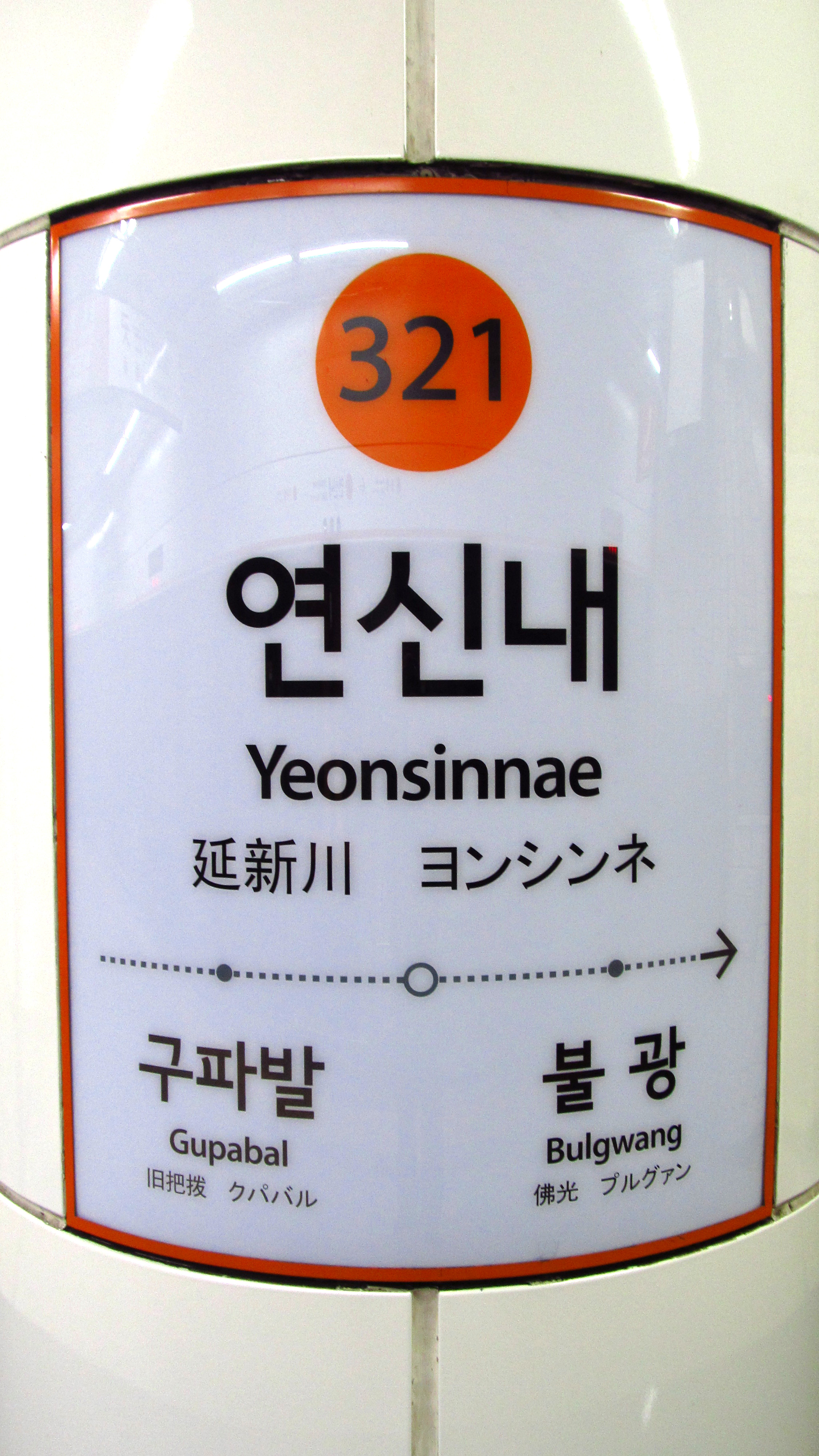
3호선 역명판

## 이용객 변동
서울교통공사가 역 전체 운영 및 게이트 운영을 담당하기 때문에 모든 이용객이 3호선 이용객으로 집계된다. 2010년 2월부터 집계된 6호선의 이용객 수는 서울도시철도공사에서 승차량 파악을 위하여 자체적으로 집계한 것이다.
| 노선  | 노선   | 일평균 인원수 (명/일) | 일평균 인원수 (명/일) | 일평균 인원수 (명/일) | 일평균 인원수 (명/일) | 일평균 인원수 (명/일) | 일평균 인원수 (명/일) | 일평균 인원수 (명/일) | 일평균 인원수 (명/일) | 일평균 인원수 (명/일) | 일평균 인원수 (명/일) | 각주  |
| 노선  | 노선   | 2000년                | 2001년                | 2002년                | 2003년                | 2004년                | 2005년                | 2006년                | 2007년                | 2008년                | 2009년                | 각주  |
| ----- | ------ | --------------------- | --------------------- | --------------------- | --------------------- | --------------------- | --------------------- | --------------------- | --------------------- | --------------------- | --------------------- | ----- |
| 3호선 | 승차   | 31,169                | 33,700                | 35,119                | 35,719                | 36,864                | 37,006                | 36,763                | 36,761                | 37,022                | 38,887                | [ 5 ] |
| 3호선 | 하차   | 28,348                | 29,391                | 31,144                | 31,814                | 33,302                | 33,673                | 33,248                | 33,053                | 33,302                | 34,355                | [ 5 ] |
| 3호선 | 승하차 | 59,518                | 63,091                | 66,263                | 67,533                | 70,166                | 70,679                | 70,011                | 69,814                | 70,324                | 73,242                | [ 5 ] |
| 6호선 | 승차   | 미집계                | 미집계                | 미집계                | 미집계                | 미집계                | 미집계                | 미집계                | 미집계                | 미집계                | 미집계                | [ 6 ] |
| 6호선 | 하차   | 미집계                | 미집계                | 미집계                | 미집계                | 미집계                | 미집계                | 미집계                | 미집계                | 미집계                | 미집계                | [ 6 ] |
| 6호선 | 승하차 | 미집계                | 미집계                | 미집계                | 미집계                | 미집계                | 미집계                | 미집계                | 미집계                | 미집계                | 미집계                | [ 6 ] |
| 노선  | 노선   | 2010년                | 2011년                | 2012년                | 2013년                | 2014년                | 2015년                | 2016년                | 2017년                | 2018년                |                       |       |
| 3호선 | 승차   | 39,079                | 40,042                | 40,998                | 41,496                | 42,224                | 42,215                | 42,637                | 42,870                | 42,642                |                       |       |
| 3호선 | 하차   | 35,454                | 36,970                | 38,280                | 38,902                | 39,540                | 39,682                | 40,218                | 40,446                | 40,352                |                       |       |
| 3호선 | 승하차 | 74,533                | 77,012                | 79,278                | 80,398                | 81,764                | 81,898                | 82,855                | 83,316                | 82,994                |                       |       |
| 6호선 | 승차   | 11,803                | 12,029                | 12,367                | 12,499                | 12,713                | 12,329                |                       |                       |                       |                       |       |
| 6호선 | 하차   | 10,741                | 11,145                | 11,608                | 11,764                | 11,946                | 11,633                |                       |                       |                       |                       |       |
| 6호선 | 승하차 | 22,543                | 23,173                | 23,975                | 24,263                | 24,659                | 23,962                |                       |                       |                       |                       |       |

## 인접한 역
| 수도권 광역급행철도 A노선 | 수도권 광역급행철도 A노선   | 수도권 광역급행철도 A노선 |
| ------------------------- | --------------------------- | ------------------------- |
| X103 대곡 운정중앙 방면   | ● 수도권 광역급행철도 A노선 | X106 서울 방면            |
| 서울 지하철 3호선         |                             |                           |
| 320 구파발 대화 방면      | ● 수도권 전철 3호선         | 322 불광 오금 방면        |
| 서울 지하철 6호선         |                             |                           |
| 613 독바위 응암 순환      | ● 서울 지하철 6호선         | 615 구산 신내 방면        |